# St Mary Peak
St Mary Peak är en bergstopp i Australien. Den ligger i delstaten South Australia, omkring 380 kilometer norr om delstatshuvudstaden Adelaide. Toppen på St Mary Peak är 1 171 meter över havet, eller 236 meter över den omgivande terrängen. Bredden vid basen är 1,6 km.
St Mary Peak är den högsta punkten i trakten. Trakten runt St Mary Peak är nära nog obefolkad, med mindre än två invånare per kvadratkilometer.. 
Omgivningarna runt St Mary Peak är i huvudsak ett öppet busklandskap. Genomsnittlig årsnederbörd är 360 millimeter. Den regnigaste månaden är februari, med i genomsnitt 76 mm nederbörd, och den torraste är oktober, med 5 mm nederbörd.